# 사도들의 애찬
《사도들의 애찬》(독일어: Das Liebesmahl der Apostel) WWV.69는 리하르트 바그너가 작곡한 남성 합창을 위한 합창곡이다.

## 개요
바그너는 4곡의 남성 합창 작품을 남겼다. 모두 드레스덴 시대 초기(1843 ~ 1844)에 드레스덴 남성 합창 협회(Dresdener Liedertafel)를 위해 만든 작품으로서, 프리드리히 아우구스트 1세 기념 제막식, 합창제, 현왕 2세에 대한 경의를 표할 때 그리고 베버의 유골 매장식 등의 특정한 모임을 계기로 만들어진 기회음악이다. 시기적으로는 방황하는 네덜란드인의 초연(1823년 1월)에 이어, 대본이 완성된 탄호이저의 작곡에 착수했을 무렵이었다. 바그너는 1843년 2월에 작센의 착석 궁정악장으로 임명을 받았지만, 그에 앞서 1월에는 합창단위원 겸 지휘자로도 선출되었다.
19세기 전반 독일에서는 베를린의 징 아케테미를 모방하여 중산계급 중심의 아마추어 합창단이 잇따라 창단되었다. 드레스덴도 이 합창운동을 이끄는 중요한 도시 중의 하나였다. 드레스덴 남성 합창 협회(1830년 창립)는 교수 레베(Löwe)가 열성적으로 지도하도 있었는데, 바그너의 평에 의하면 음악 그 자체보다는 사교적인 모임에 만족하는 ‘음악적으로는 전혀 보잘 것 없는’ 단체였다고 한다. 하지만 레베는 1826년 런던에서 객사한 베버의 유골을 고국으로 가져올 계획을 세웠으며 그런 생각은 바그너의 공감을 불러일으켰다. 그 일을 위해 대규모 합창제를 기획하고 작센 남성 합창단을 소집하려던 그는 바그너의 적극적인 협조를 얻어낼 수가 있었다. ‘사도들의 애찬’은 이런 상황 속에서 왕립 가극장의 격무로 시달리던 가운데 단숨에 작곡되었다. 자필초고에는 5월 14부터 6월 29일에 걸친 일정이 적혀 있다. 대본은 여느 때와 마찬가지로 바그너가 맡았는데, 그 산문 스케치의 말미에는 4월 21일이라는 날짜가 적혀 있다.
바그너에게 의뢰된 것은 순수한 남성 합창을 위한 26분 정도의 작품이었다. 그는 남성 합창의 단순함을 피하기 위해 극정인 모티브를 대규모 합창 장면으로 표현하려고 애썼다. 이 곡은 유대교의 3대 절기 중의 하나인 오순절에 모인 신도들이 하늘에서 내려온 성령에 충만하여, 신도 간의 교제를 중시하고 재산을 버리며 모든 것을 공유하기로 하여 사도적 생활에 들어가는 장면을 소재로 하고 있다. 오순절은 유월절 후 50일째를 기리는 절기로, 원래 밀의 수확을 기념하는 잔치였으나 이후 시내산에서 모세가 신에게 율법을 받은 것을 기념하는 절기가 되었다. 기독교에서는 사도행전 제2장의 사건을 기념하는 성령강림절에 해당한다. 예수가 부활에서 승전까지의 40일 동안 제자들에게 약속한 성령 세례를 실현한 것이 그 중심 주제가 된다. 애찬(愛餐, Liebesmahl, 그리스의 아가페를 독일어로 번역한 것)은 초대교회에서 기독교적 사랑으로 충만했던 신도들의 만찬을 의미한다. 예수가 많은 사람들에게 빵을 나누어준 기적과 최후의 만찬을 기리며, 신도들이 그와 비슷하게 손으로 빵을 떼어주고 식사를 함께 하는 것이다.
바그너의 각색은 다음과 같은 내용을 가지고 있다. 사도들이 예수의 이름으로 기적을 행하고, 신도들의 신앙이 나날이 굳건해짐에 따라 적의 증오는 더욱 심하게 불타오른다. 사도들은 그런 위협으로 불안하였으나, 성령으로 축복을 받고 용기를 얻어 세상에 복음을 전하기로 결심한다. 이런 내용은 40년 후의 파르지팔을 연상시키는데, 모든 고난을 이기고 복음 전파를 결심한 사도들의 결의는 1막 마지막의 성배 장면에서 기사들의 노래말에 그대로 어어진다. 곡은 몇 개로 나뉜 미사곡 형태로 합창의 효과를 내고 있는데, 전체 645마디 중에서 317마디(전체 연주시간의 2/3)는 무반주로 진행된다. 관현악 반주를 동반하는 것은 앞서 말한 네 작품 중에서 이 곡이 유일하다. 제자들은 세 무리로 나뉘고, 거기에 12명의 베이스로 구성된 사도들의 무리와 천장에 배치된 천상에서 내려오는 소리가 더해진다. 합창 배치의 공간적 효과는 역시 파르지팔을 앞섰다고 할 수 있을 것이다. 음악 어법은 초기의 '낭만적 오페라'와 공통점이 있으며, 바그너 특유의 반음계 화성의 흔적을 곳곳에서 발견할 수 있다. 이따금 나타나는 낭독조의 표현이나 특정 언어의 강조도 바그너풍이다. 전체 합창에서 각각의 성부가 부각되는 부분은 로엔그린의 합창 장면을 연상시키기도 한다. 지도동기를 사용한 흔적은 보이지 않지만, 몇 개의 주요 선율에 다소 연관이 있음을 알 수가 있다.
초연은 제2회 드레스덴 남성 합창제의 첫날인 7월 6일에 성모 마리아 교회에서 바그너의 지휘로 연주되었다. 교회 안에는 작센에서 모은, 공식적으로 알려진 1200명의 합창단과 100명의 오케스트라, 그리고 돔의 윗쪽에는 40명의 소리가 울려퍼지는 천상의 소리가 배치되었다. 그는 여동생 세실리에에게 보낸 7월 13일자 편지에서, 이것이 나름대로 효과가 있어 일단 성공을 거두었다고 적고 있다. 그러나 후에 그가 쓴 자서전 '나의 생애'에서는 연주인의 수에 비해 소리의 효과는 의외로 빈약했다고 언급했다. 작곡자가 급하게 만들어낸 실험적 작품이 다소 불만족스럽게 완성된 것으로 여겨졌던 모양이다. 이후 바그너는 이렇게 장난삼아 미사곡의 횩과를 노리려 하는 실수를 두 번 다시 범하지는 않았다. 곡에 대한 평가에는 찬반 양론이 있었다. 예를 들어 음악평론가 리하르트 폴(Richard Pohl)은 천상의 소리가 울려퍼질 때 오케스트라가 등장하는 인상적인 효과를 극찬한 반면, 음악평론가 율리우스 슈라데바흐(Julius Schradebach)는 바그너를 ‘오페라의 구세주’로 인정하면서도 이 작품에 대해서는 그를 특별한 재능을 가지지 못한 베를리오즈의 아류라고 혹평하였다. 어쨌든 19세기 후반에는 여러 연주되었던 작품이다.

## 편성
피콜로, 플루트3, 클라리넷3, 바순3, 세르팡, 호른4, 트럼펫4, 트롬본3, 튜바, 팀파니2, 현5부
- 합창: 남성 4부 합창, 사도들: 12명의 베이스, 천상의 소리: 테너, 베이스 성부,

## 연주시간
- 약 26분

## 구성
이 곡은 밝은 느낌의 바장조를 중심으로, 시작과 끝이 동일한 조로 구성되어 있다. 사도들이 함께 하는 인사인 ‘잘 오셨습니다, 형제들이여, 주의 이름으로!’라는 가사로 애찬은 조용히 시작되는데, 이 첫 부분의 합창에서는 애찬에 모인 제자들의 신앙에 대한 긍정적인 측면을 이야기 한다. ‘오라, 굶주린 자들이여, 목마른 자들이여’의 선율은 나중에도 자주 등장하여 신앙의 화신을 강조한다. 이어서 그리스도를 믿는 자들을 위협하는, 권력있는 자들에 대한 증오와 점점 더해가는 불안으로 고민하는 소리가 제2합창으로 연주된다. 자주 사용되는 감7화음과, 쉼표를 사이에 두고 일정한 간격으로 노래되는 짧은 음표는 내일의 파멸을 암시한다. 신뢰를 지키라는 소리가 제3합창으로 연주되는데, 불안한 노래는 사라지지 않는다. 이렇게 대조적인 느낌의 두 합창이 서로 주고받는 가운데, 다시 악보2가 제1합창의 유니즌으로 높게 연주되어 정선율적인 성격을 분명히 한다. 이 3중 합창이 조용해지면 갑자기 12명의 사도가 등장한다. 음악은 D♭장조로 바뀌고, 사도들의 인사가 유니즌으로 힘차게 노래된다.
이 부분에서는 첫 부분의 선율에 나타난 하행음형과 비슷한 부분을 찾을 수 있다. 12명의 사도와 다른 제자들과의 대화가 계속 진행되는데, 사도들이 교회 안에서 기적을 행하여 그리스도인에 대한 적의 증오를 한층 더 부채질했으므로 예수의 이름으로 인해서 인내하여야 할 새로운 고난이 닥쳐오고 있다고 말한다. 제자들은 죽음을 두려워하고 전능한 하나님에게 박해로부터의 보호를 애원한다. 음악은 가단조와 라단조를 중심으로 계속 조바꿈되면서 ‘고난(Leiden)’, ‘전능하신 아버지(Allmächtger Vater)’등의 단어를 강조한다. ‘우리들이 기쁘게 당신의 말씀을 이야기할 수 있도록, 미숙한 우리들에게 당신의 성령을 보내주소서!’라고 기도하는 부분에서는 템포를 늦춰서 조용하게, 때로는 뜨겁게 호소한다. 이때 하늘의 높은 곳에서 성령의 소리가 들려온다.
이 다장조의 간결하고 힘찬 울림은 ‘나의 영혼은 너희들과 함께 있다! 일어서라! 영원히 존재함 그 말씀을 기쁨으로 전하라!’라고 사도들을 격려한다. 이 합창이 끔남과 동시에 팀파니와 현악의 트레몰로, 목관 그리고 금관 소리가 서서히 커지면서, 세상에 그 말씀이 점점 채워지는 것을 표현하듯 성령의 강림을 이야기한다. 이 클라이맥스에서 드높게 연주되는 금관의 선율에 사도들의 유니즌이 삽입되어 ‘모두 흩어져도 전세게에 주의 말씀을 전하고 구주의 기적을 간증하라!’라는 가사로 사도들을 격려한다. 방황하는 네덜란드인에 나오는 구원의 동기와 비슷한 화성이 들린다. 고조된 분위기 속에서 사도들의 마지막 합창이 연주된다. ‘영광이 충만한 말씀을 가르쳐 주신 분이 그것을 전파시킬 용기를 우리들에게 주시는도다!’라고 부르는 선율은 과연 바그너다운 변화를 보여준다. 이 첫 부분이 음형은 파르지팔에서 성배를 수호하는 기사들이 부르는 노래의 선율과 동일하다, 마지막에는 빠른 템포로 ‘왜냐하면 모든 영광은 영원히 하나님께 돌아가기 때문이다.’라고 여러 번 반복된다.
이 음형도 악보4와 악보6에 기초한 것이다. 이 작품은 시간을 두고 작곡된 것이 아니기 때문에 구성 면에서 치밀함은 결여되어 있다. 그러나 바그너의 초창기 선율 작곡법이나 언어의 사용 방법, 그리고 바그너가 늘 관심을 가졌던 주제를 밝혀내는 데 있어서 흐미로운 몇 가지 실례를 제공하고 있다.

## 참고 문헌
- 《작곡가별 명곡해설 라이브러리》 2권 '바그너' 〈음악지우사〉 (音樂世界)